# 托尔豪特
托尔豪特（荷蘭語：Torhout，荷蘭語發音：[ˈtɔrɦʌu̯t]）是比利时弗拉芒大區西佛兰德省布魯日區的一座城市，通行荷蘭語，是弗拉芒社群的一部分，面积45.32平方千米，人口20,530人（2018年1月1日）。